# Пино, Паоло
Паоло Пино (итал. Paolo Pino, Pini, Pinni); 1534, Венеция — 1565, Венеция) — итальянский живописец и писатель. Родился в Венеции. Ученик Джованни Джироламо Савольдо, маньерист.

## Жизнь и творчество
О жизни художника известно немного. Паоло Пино работал в Венеции и Падуе, однако многие его живописные работы утрачены. Его автопортрет был найден в доме падуанского юриста Марко Мантовы Бенавидеса. Алтарный образ Мадонны с Младенцем и святыми был им написан для церкви Сан-Франческо Гранде в Падуе (1565). Портрет доктора Койньяти представлен в портретной коллекции галереи Уффици во Флоренции. Помимо масла Пино работал акварелью и, возможно, одним из первых в Новое Время стал сочетать акварель с гуашью.
Однако художник известен главным образом тем, что написал трактат «Диалог о живописи» (Dialogo di pittura, 1548), написанному в форме диалога и посвящённому венецианскому дожу Дона, в котором Пино одним из первых попытался определить своеобразие живописи художников венецианской школы в сравнении более классическими флорентийской и римской, предвосхищая тем самым некоторые аспекты поэтики северо-итальянского маньеризма.
Пино утверждал превосходство венецианской школы над флорентийской. «Совершенный стиль» он видел в соединении «твёрдого рисунка Микеланджело с колоритом Тициана».
Он также составил список венецианских художников с подробными биографическими данными. Якопо Сансовино утверждал, что Паоло Пино сочинял поэмы и написал две комедии, но они не сохранились.

## Галерея

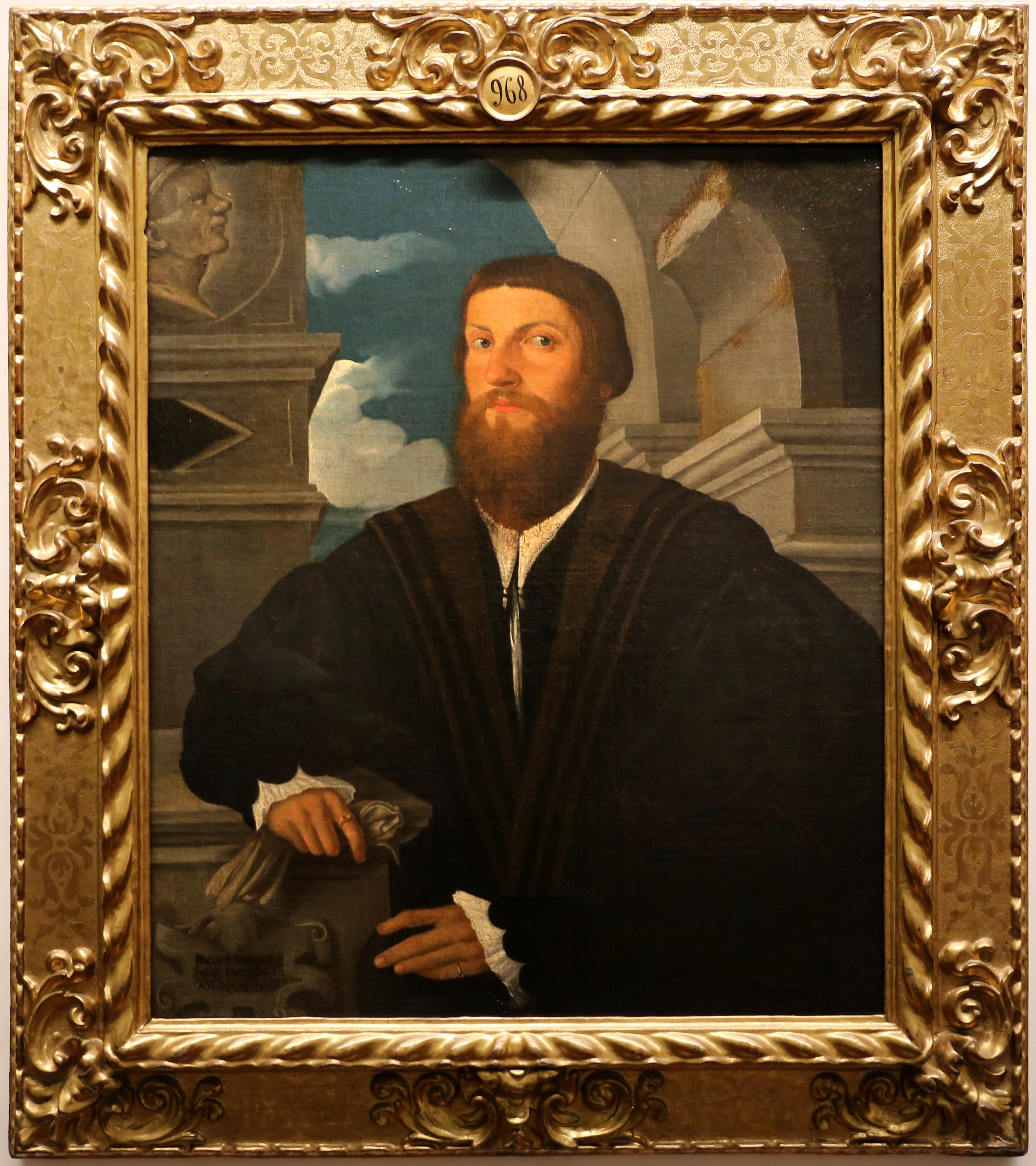
Портрет доктора Койньяти. 1534. Холст, масло. Уффици, Флоренция
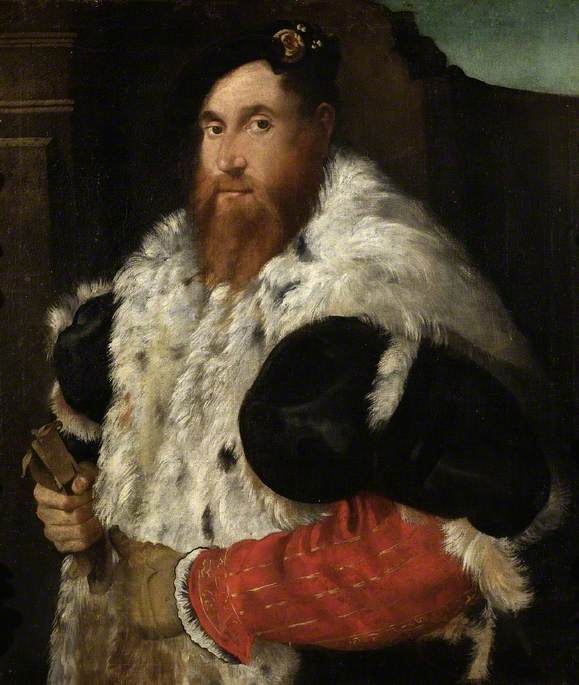
Человек в шубе. 1540. Холст, масло. Музей Фицуильяма, Кембридж, Великобритания
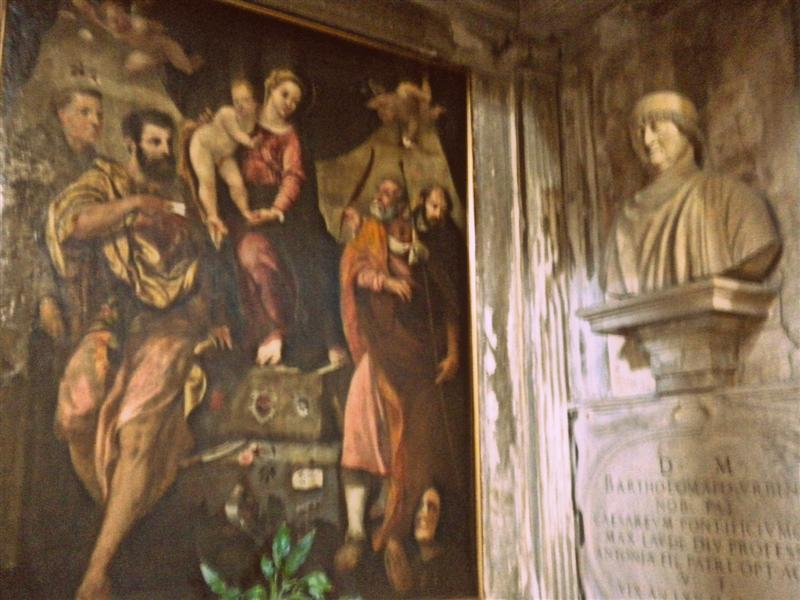
Мадонна с Младенцем и святыми. 1565. Церковь Сан-Франческо Гранде, Падуя